# Hermann Werenzo
Hermann Werenzo (* im 13. Jahrhundert; † im 14. Jahrhundert) war von 1329 bis 1331 Domherr in Münster.

## Leben
Hermann Werenzo entstammte dem westfälischen Rittergeschlecht Werenzo, das im 12./13. Jahrhundert in Reken ansässig war. Sein gleichnamiger Vater Hermann unterstellte zusammen mit seinem Bruder Bernhard im Juni 1262 zwei ihnen gehörende Höfe dem Domkapitel in Münster. 1263 überließen die beiden die Johanneskirche in Borken dem Johanniterorden.
Über das Wirken Hermanns gibt die Quellenlage wenig Aufschluss. Er findet als Domherr zu Münster erstmals 1329 urkundliche Erwähnung. Belegt ist, dass er in diesem Jahre zusammen mit dem Domherrn Gottfried von Rechede eine Kurie am Spiegelturm in Münster bewohnte.